# Boarmia leucanthes
Boarmia leucanthes là một loài bướm đêm trong họ Geometridae.